# Acantherus
Acantherus is een geslacht van rechtvleugeligen uit de familie veldsprinkhanen (Acrididae). De wetenschappelijke naam van dit geslacht is voor het eerst geldig gepubliceerd in 1902 door Scudder & Cockerell.

## Soorten
Het geslacht Acantherus  is monotypisch en omvat slechts de volgende soort:
- Acantherus piperatus (Scudder, 1902)